# ディヨラ・ケルディヨロワ
ディヨラ・ケルディヨロワ（Diyora Keldiyorova、1998年7月13日 - ）は、ウズベキスタン出身の柔道選手。階級は52kg級。

## 経歴
2015年の世界カデ48㎏級で優勝した。2017年のアジアジュニアでは3位だった。2019年のアジアパシフィック選手権52㎏級で優勝すると、ユニバーシアードでは3位、ワールドマスターズでも3位に入った。2021年にはグランドスラム・アンタルヤでIJFワールド柔道ツアー初優勝を飾ると、アジア・オセアニア選手権でも2位となった。世界選手権では準決勝で元世界チャンピオンの志々目愛に崩袈裟固で敗れるなどして5位だった。7月に日本武道館で開催された東京オリンピックでは初戦でモンゴルのルハグバスレン・ソソルバラムに敗れた。世界軍人選手権大会では優勝した。2022年のグランドスラム・ウランバートルでも優勝した。2022年のアジア選手権では決勝で志々目を袖釣込腰で破って優勝した。地元で開催された世界選手権では2回戦で敗れたが、グランドスラム・バクーでは優勝した。2023年のグランドスラム・トビリシでは決勝でオリンピックチャンピオンであるコソボのディストリア・クラスニキを合技で破って優勝した。2023年の世界選手権では決勝まで進むも、オリンピックチャンピオンの阿部詩に崩袈裟固(舟久保固め)で敗れて2位だった。アジア大会の個人戦では優勝したが、団体戦では決勝の日本戦で玉置桃に横四方固で敗れて2位だった。2024年にはグランプリ・オディベーラスとグランドスラム・バクーで優勝した。世界選手権では決勝でイタリアのオデッテ・ジュフリーダに技ありで敗れて2位だった。
パリオリンピックでは2回戦で阿部に技ありと指導2をリードされるも谷落で逆転の一本勝ちを果たすと、準決勝では地元フランスのアマンディーヌ・ブシャール、決勝ではクラスニキをそれぞれ技ありで破って金メダルを獲得した。ウズベキスタンの女子柔道で初のメダリスト、また男女を通じて柔道競技初の金メダリストとなった。混合団体では7位だったが、韓国戦で57㎏級の銀メダリストであるホ・ミミを腕挫十字固で破った。
IJF世界ランキングは7550ポイント獲得で1位(2025/2/7現在)。

## 主な戦績
- 2015年 - 世界カデ　優勝(48㎏級)
- 2016年 - グランプリ・タシュケント　2位
- 2016年 - グランドスラム・東京　5位
- 2017年 - アジアジュニア　3位(48㎏級)
- 2019年 - アジアパシフィック選手権　優勝
- 2019年 - ユニバーシアード　3位
- 2019年 - ワールドマスターズ　3位
- 2021年 - グランドスラム・アンタルヤ　優勝
- 2021年 - アジア・オセアニア選手権　2位
- 2021年 - 世界選手権　5位
- 2021年 -　世界軍人選手権大会　優勝
- 2022年 -　グランドスラム・アンタルヤ　2位
- 2022年 -　グランドスラム・ウランバートル 優勝
- 2022年 -　アジア選手権 優勝
- 2022年 - イスラム諸国連帯競技大会　優勝
- 2022年 -　グランドスラム・アブダビ　2位
- 2022年 -　グランドスラム・バクー　優勝
- 2023年 -　グランドスラム・トビリシ　優勝
- 2023年 -　世界選手権　2位
- 2023年 -　グランドスラム・ウランバートル　3位
- 2023年 -　ワールドマスターズ　3位
- 2023年 - アジア大会　個人戦　優勝　団体戦　2位
- 2024年 -　グランプリ・オディベーラス　優勝
- 2024年 -　グランドスラム・バクー　優勝
- 2024年 - アジア選手権　3位
- 2024年 - 世界選手権　2位
- 2024年 -　世界団体　5位
- 2024年 - パリオリンピック　優勝
- 2024年 -  パリオリンピック混合団体 7位

(出典)

## 人物
- 6歳の時に祖母の影響で柔道を始めた。好きな技は背負投。好きな柔道家はフランスのクラリス・アグベニュー。好きな食べ物はシャシリク[16]。
- ニックネームは「Diya」[16]。
- アトランタオリンピック銅メダリストでオーストリアで豊富な指導経験を持つドイツの柔道家マルコ・スピットカが2022年にウズベキスタン連盟のスポーツディレクターに就任し、以降指導を受けている。マルコから「彼女はとても頭が良く、情報を吸収できる」と評されている[17]。
- 2022年に同じく柔道家のアザマト・マチャクボフ（Azamat Matyakubov）と結婚した[18]。
- パリオリンピック前に来日し全日本合宿に参加した際には、手の内を隠すため阿部詩からの乱取りの誘いを断っていた[19]。